# Североисточни универзитет
Североисточни универзитет (енгл. Northeastern University) је приватни универзитет у Бостону. Основан је 1898. године као образовна институција само за мушкарце. Са више од 36.000 студената, један је од највећих универзитета у Масачусетсу по броју уписаних.